# Wyoming Range
Wyoming Range je pohoří na západě státu Wyomingu, ve Spojených státech amerických. Pohoří se rozkládá ze severu k jihu podél hranice s Idahem, mezi Sublette County a severní částí Lincoln County.
Je součástí Skalnatých hor. Nejvyšší horou Wyoming Range je Wyoming Peak (3 463 m).
Pohoří je oblíbené pro turistiku, kempování, rybaření, jízdu na koni a další aktivity. Nejbližší města v okolí jsou Big Piney, Marbleton, La Barge a Kemmerer.

## Geografie
Na severu na Wyoming Range navazuje pohoří Teton Range, na severovýchodě leží Wind River Range, na východě leží pánev Great Divide Basin a na západě se rozkládá rozsáhlé pohoří Wasatch Range a oblast Snake River Plain.